# Trekrus
Trekrus (Juncus squarrosus) is een soort uit de russenfamilie (Juncaceae).

## Determinatie
Trekrus is een vaste plant die pollen of horsten vormt. De plant wordt 10–30 cm hoog en vormt korte, rechtopstaande wortelstokken. De dikke en stijve bladeren zijn wortelstandig en diep gootvormig met aan de bovenzijde een witachtige, glanzende middennerf. De spiraalsgewijs geplaatste bladeren zijn vaak bijna tegen de grond gedrukt.
Trekrus bloeit van juni tot augustus met bruine, 4–5,5 mm grote bloemen. De bloeiwijze is een samengestelde aar. De 4–6 mm lange bloemdekbladen hebben een brede vliezige rand en zijn even lang als de vrucht. Het schutblad is grasachtig.
De stompe, bruine vrucht is een doosvrucht. De zaden zijn zeer klein en door de borstelvormige haren blijven ze aan vogels kleven. De zaden worden ook door de wind verspreid.

## Ecologie
Trekrus komt vooral voor op oligotrofe tot meso-oligotrofe, vochtige tot natte, zure bodems. Ze prefereert standplaatsen in de volle zon, alhoewel ze zelden ook in de halfschaduw wordt aangetroffen. Trekrus groeit goed op verdichte, zuurstofarme bodems. De soort groeit vaak tussen of langs tredvegetatie in 
heidegebieden.

### Syntaxonomie
In de syntaxonomie staat trekrus te boek als zwakke kensoort voor het dophei-verbond (Ericion tetralicis), een verbond van plantengemeenschappen van natte heideterreinen.
Tevens is het een indicatorsoort voor het vochtig heischraal grasland, een karteringseenheid in de Biologische Waarderingskaart (BWK) van Vlaanderen en het Brussels Hoofdstedelijk Gewest met als code 'hmo'.

## Verspreiding
Het natuurlijke verspreidingsgebied van trekrus strekt zich uit voor in Europa en op Groenland.

## Fotogalerij

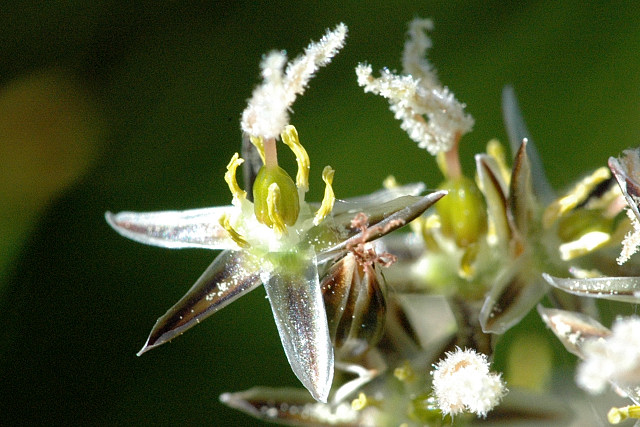
Close-up van de bloem
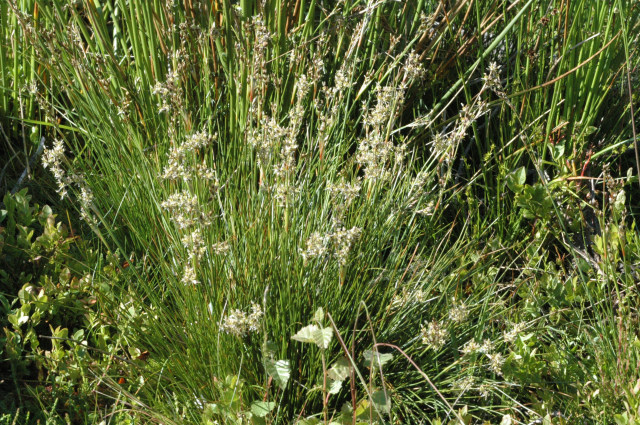
Habitus van een bloeiend exemplaar